# Axel Pandiani
Axel Michele Pandiani Quaglia (La Coruña, 14 gennaio 2000) è un calciatore uruguaiano, centrocampista del Miramar Misiones.

## Biografia
È figlio dell'ex calciatore professionista Walter Pandiani.

## Carriera
Cresciuto nel settore giovanile del L'Hospitalet, ha trascorso i primi anni di carriera nella quinta divisione spagnola con le maglie di Real Avilés, Gavà, Vilassar Mar e Mataró, giocando inoltre per un breve periodo negli Emirati Arabi Uniti con il Dibba Al Hisn. Nel 2023 è stato ingaggiato dai sardi del Montalbo, club di Promozione.
Nel 2024 è stato acquistato dal Miramar Misiones, club della prima divisione uruguaiana, con cui ha debuttato in Primera División il 7 settembre nell'incontro perso 2-1 contro il Peñarol; chiude il 2024 con 3 presenze, venendo poi riconfermato in rosa anche per il 2025.

## Statistiche

### Presenze e reti nei club
Statistiche aggiornate al 14 aprile 2025.
| Stagione            | Squadra          | Campionato      | Campionato | Campionato | Coppe nazionali | Coppe nazionali | Coppe nazionali | Coppe continentali | Coppe continentali | Coppe continentali | Altre coppe | Altre coppe | Altre coppe | Totale | Totale | Totale |
| Stagione            | Squadra          | Comp            | Pres       | Reti       | Comp            | Pres            | Reti            | Comp               | Pres               | Reti               | Comp        | Pres        | Reti        | Pres   | Reti   |        |
| ------------------- | ---------------- | --------------- | ---------- | ---------- | --------------- | --------------- | --------------- | ------------------ | ------------------ | ------------------ | ----------- | ----------- | ----------- | ------ | ------ | ------ |
| lug.- nov. 2019     | L'Hospitalet     | TD              | 1          | 0          | CR              | 0               | 0               | -                  | -                  | -                  | -           | -           | -           | 1      | 0      |        |
| nov. 2019-giu. 2020 | Real Avilés      | TD              | 6          | 0          | CR              | 0               | 0               | -                  | -                  | -                  | -           | -           | -           | 6      | 0      |        |
| 2021-2022           | Vilassar Mar     | TDR             | 21         | 1          | CR              | 0               | 0               | -                  | -                  | -                  | -           | -           | -           | 21     | 1      |        |
| 2024                | Miramar Misiones | PD              | 3          | 0          | CU              | 0               | 0               | -                  | -                  | -                  | -           | -           | -           | 3      | 0      |        |
| 2025                | Miramar Misiones | PD              | 4          | 0          | CU              | 0               | 0               | -                  | -                  | -                  | -           | -           | -           | 4      | 0      |        |
| Totale carriera     | Totale carriera  | Totale carriera | 35+        | 1+         |                 | 0+              | 0+              |                    | -                  | -                  |             | -           | -           | 35+    | 1+     |        |